# Çamlıca, Alanya
Çamlıca là một xã thuộc huyện Alanya, tỉnh Antalya, Thổ Nhĩ Kỳ. Dân số thời điểm năm 2011 là 1.41 người.